# Liudmila Turíshcheva
Liudmila Ivánovna Turíshcheva (en ruso: Людми́ла Ива́новна Тури́щева; Grozny, Chechenia, 10 de julio de 1952) es una exgimnasta artística soviética que ganó nueve medallas olímpicas, cuatro de ellas de oro, entre 1968 y 1976.
En 1972 ganó el octatlón olímpico en Munich, en 1970 y 1974 fue campeona del mundo, en 1971 y 1973 fue campeona de Europa, tanto en la categoría general como en las disciplinas individuales (caballo, barras asimétricas, barra de equilibrio y especialmente en ejercicios de suelo, que era su punto fuerte). Regularmente demostró ser superior a Olga Korbut: en la competición general olímpica de Munich de 1972 derrotó a la segunda clasificada, Karin Janz, de la RDA. Permaneció invicta en la competición general hasta 1975.
Sólo Nadia Comăneci tuvo que admitir la derrota en la competición general en el Campeonato de Europa de 1975 y en los Juegos Olímpicos de Montreal de 1976, aunque en ambas ocasiones pudo derrotar a su joven rival en el ejercicio de suelo. Está casada con Valeri Borzov, doble campeón olímpico en 100 y 200 metros en Múnich, con quien tiene una hija. Desde 1978 trabaja como formadora en Kiev.
En 1998, Lyudmila Turishcheva fue incluida en el Salón de la Fama de la Gimnasia Internacional.

## Biografía

### Carrera deportiva

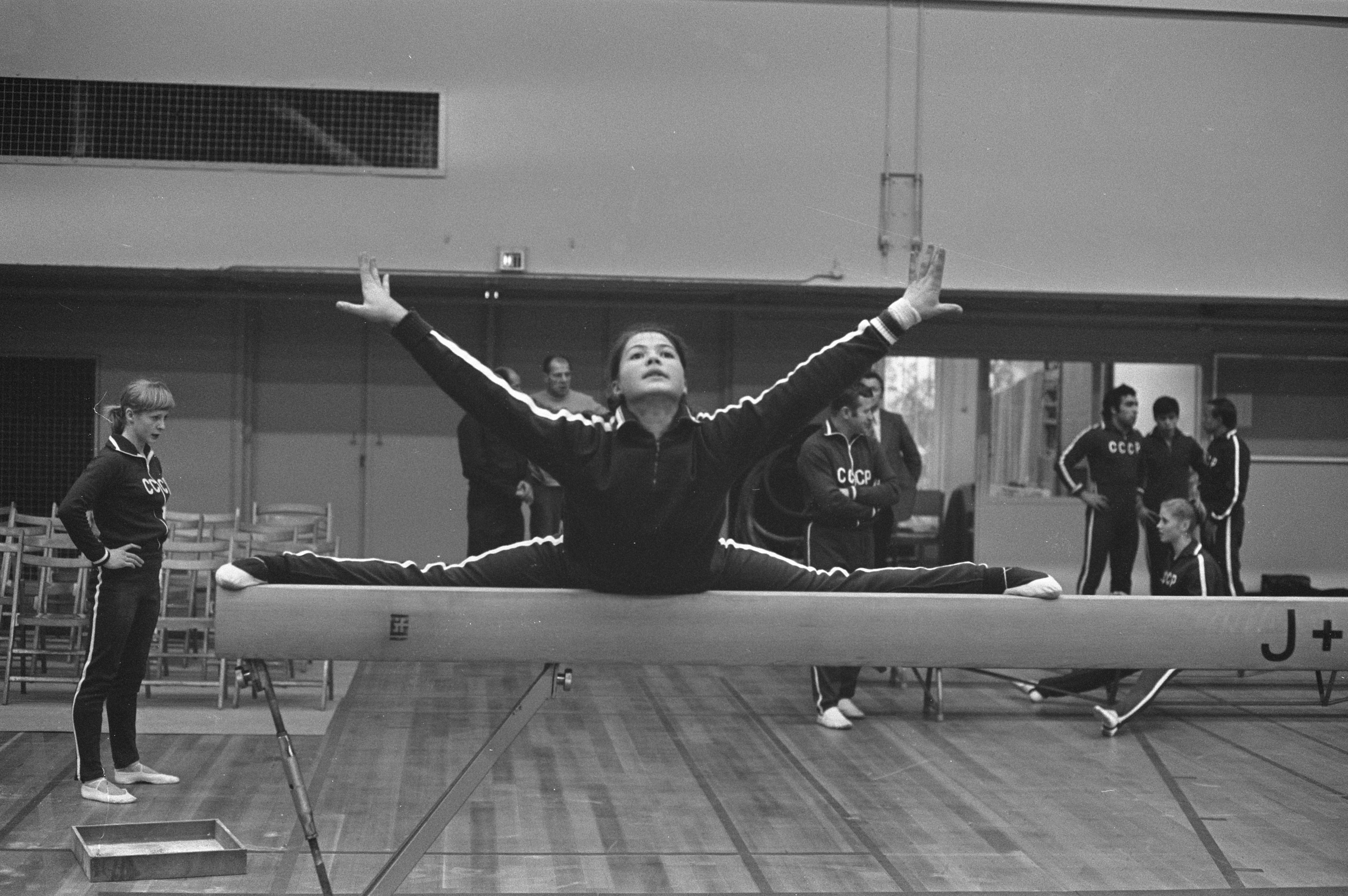
Liudmila Turíshcheva en un entrenamiento de la selección soviética en Amsterdam, en 1972.

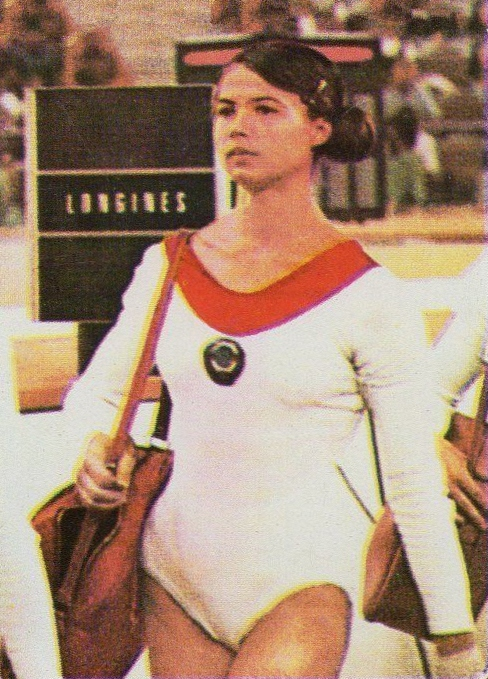
Turíshcheva en 1972.

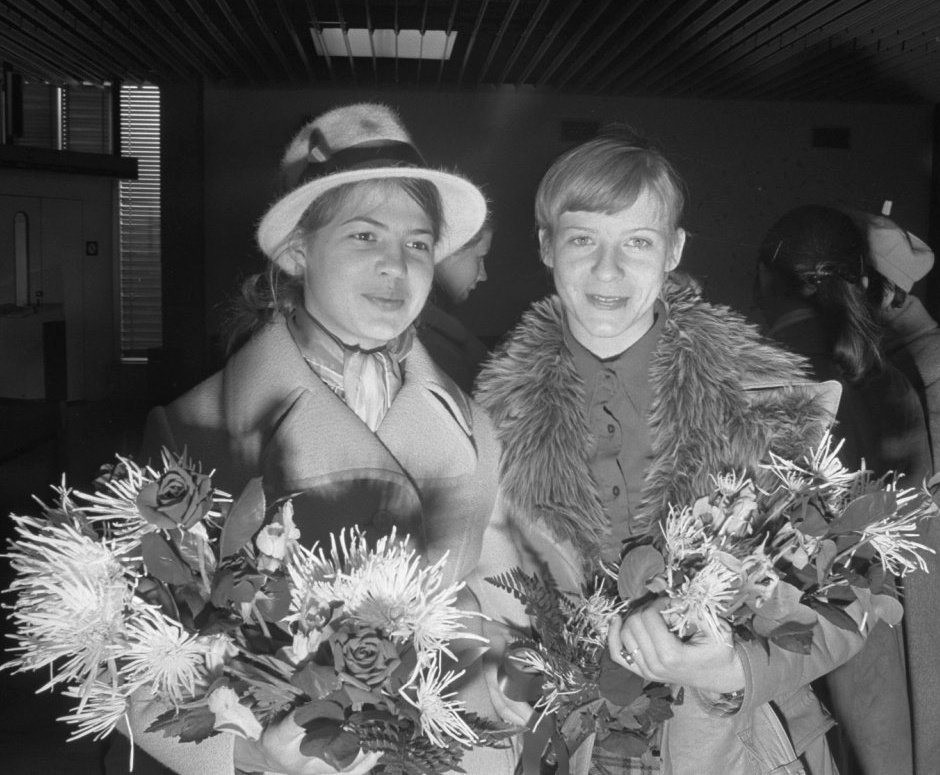
Ludmilla Tourischeva, (izquierda) junto con Tamara Lazakovich en el aeropuerto de Amsterdam (Schiphol) en 1972.

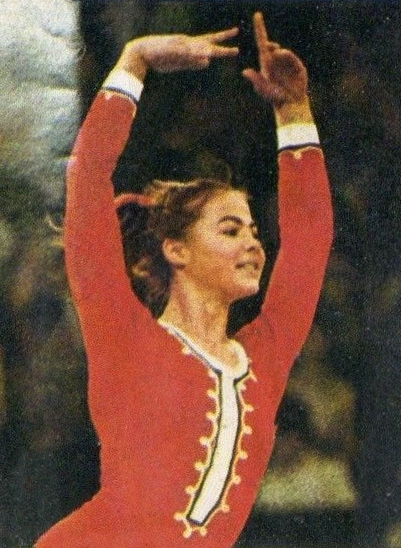
Turíshcheva en 1973.

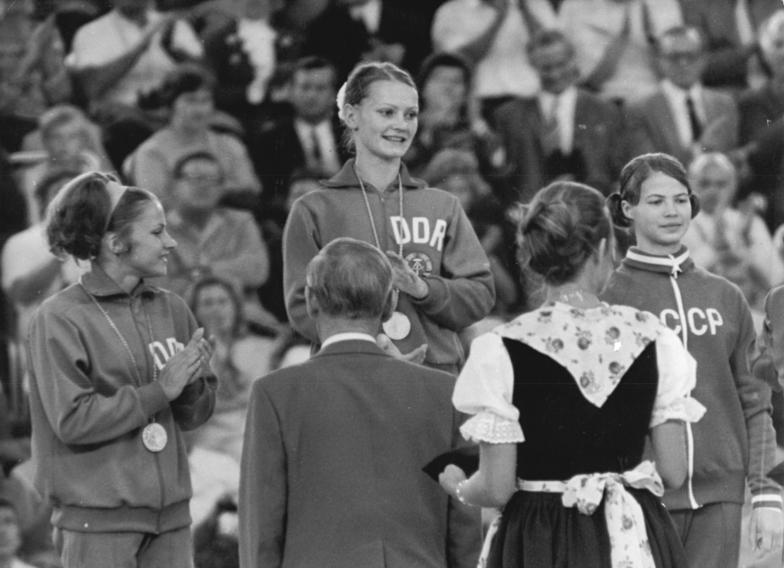
Turíshcheva consiguió la medalla de bronce en los Juegos Olímpicos de Múnich en la final de potro. En esas olimpiadas consiguió también la medalla de oro en el concurso completo. En esta final aparece con dos gimnastas de la RDA: Karin Janz (oro) y Erika Zuchold (plata).

Turíshcheva comenzó a entrenar como gimnasta en 1965, y dos años más tarde fue incluida en equipo nacional de la Unión Soviética, siendo entrenada por el técnico Vladislav Rastorotsky.
Acudió a los Juegos Olímpicos de México 1968 cuando aún no había cumplido los 16 años, y ganó la medalla de oro con el equipo de la URSS, aunque en la competición individual únicamente pudo ocupar el puesto 24º.
Sin embargo progresó muy rápidamente y pronto se convirtió en la líder del equipo soviético. Se consagró en los mundiales de Liubliana de 1970, ganando la competición individual y por equipos, además de otras tres medallas en las finales por aparatos.
A partir de ahí fue la gran dominadora de la gimnasia mundial durante varios años, hasta la irrupción de la rumana Nadia Comaneci en 1975.
En los Juegos Olímpicos de Múnich 1972 Turíshcheva era la gran favorita y de hecho fue la ganadora en la competición individual, ganando la medalla de oro. Sin embargo se vio un poco eclipsada en esos Juegos por su compañera de equipo Olga Kórbut, que en la competición individual solo había podido ser 7ª tras fallar en su ejercicio de asimétricas. 
Ocurrió que en las finales por aparatos, en las que Turíscheva también partía como favorita, Olga Kórbut se desquitó ampliamente ganando tres medallas de oro de cuatro posibles, mientras que Turíshcheva únicamente sumó una plata y un bronce, aparte del oro ya ganado. Esto unido al carisma y la telegenia de Olga Kórbut, que supo ganarse el favor del público, hicieron que Kórbut se hiciera mucho más popular que Turíshcheva y fuera considerada la reina de la gimnasia en esos juegos, pese a no ganar el título individual. Turíshcheva también obtuvo una medalla de oro por equipos.
Tras los Juegos de Múnich Turíshcheva siguió dominando en los dos años siguientes, triunfando de forma arrolladora en los Europeos de Londres de 1973 y en los Mundiales de Varna en 1974.
En 1975, durante la Copa del Mundo en Londres, Turishcheva realizó ejercicios en las barras asimétricas. Cuando el ejercicio se acercaba al final, sintió que la estructura del aparato no aguantaba, pero completó el ejercicio, e inmediatamente después del descenso, la estructura de las barras paralelas detrás de su espalda se desmoronó. La deportista recordó más tarde:
“Estaba preparada para una pelea seria y nada podía asustarme, ni siquiera la caída de las barras asimétricas. Aunque el vídeo, visto la noche después de la final de la competición, era aterrador... ¿Qué son las barras asimétricas? Dos perchas y marcos, tensados por cuatro cables a cada lado. Y si uno, como en mi caso, salta (hay un gancho en el suelo que está doblado), toda la estructura se derrumba. El cable rebotó y la estructura debajo de mí comenzó a moverse. Al final del ejercicio, cuando quedaban algunos elementos por realizar, siento que algo anda mal con las barras. "¿Qué tengo que hacer?" - pasó un pensamiento. Pero hay un programa en tu cabeza: trabajas como un autómata y comprendes: debes completar todo y saltar de las barras. Gracias a Dios logré hacer esto. Realicé una rotación en el poste inferior, me empujé de las barras con la fuerza de mis músculos abdominales e hice lo que se llama pérdida. Mientras realizaba este elemento, probablemente tiré las barras hacia atrás y volé ligeramente hacia adelante. Al mismo tiempo, como la tensión ya era insuficiente, no pudo realizar el giro planeado de 360 grados, simplemente hizo, como decimos, un desmontaje recto... Por supuesto, el público se quedó sin aliento. Sentí que las barras caían, pero ni siquiera miré hacia atrás: ¡tenía una marca delante de mí! No tenía derecho a decepcionarme ni a mí ni a la Unión Soviética ..."
Después de superar una lesión de espalda, acudió a sus terceros y últimos Juegos Olímpicos en Montreal 1976. Allí ganó por tercera vez la competición por equipos con la URSS. En la competición individual ganó la medalla de bronce, por detrás de la nueva estrella rumana Nadia Comaneci (oro), y de su compatriota Nelli Kim (plata). En las finales por aparatos sumó dos medallas de plata en suelo y salto, en ambas por detrás de Nellie Kim.
En esos juegos obtuvo una medalla de oro, 2 de plata y una de bronce (4 medallas), ganadas en Montreal completando un total de nueve, en sus tres participaciones olímpicas: cuatro de oro, tres de plata y dos de bronce.

### Vida privada
Tras los juegos se retiró de la gimnasia. En 1977, se casó con el atleta Valeri Borzov, ganador de los 100 y los 200 metros en los Juegos de Múnich '72. Turíshcheva era conocida por su comportamiento tranquilo en la competencia. En 1980, el periodista británico David Hunn escribió que ella "nunca tuvo el descaro de algunos de sus rivales, pero en serenidad fue suprema". Esto se ilustró durante la Copa del Mundo de 1975 en el Estadio de Wembley en Londres, cuando un gancho roto que sostenía los cables de soporte de las barras asimétricas hizo que el aparato se desmoronara y se estrellara contra el suelo justo cuando Turíshcheva aterrizó su desmonte. Saludando a los jueces, se bajó del podio sin siquiera darse la vuelta para mirar los restos del aparato. Luego ganó la final general y las cuatro finales del evento. Años después, dijo del incidente que, en ese momento, solo había pensado en una cosa: debía completar su rutina y "continuar". Rastorotsky, su entrenador, dijo: "Liudmila lucharía hasta la muerte en cualquier situación".
En 1981, fue elegida miembro del Comité Técnico de la Federación Internacional de Gimnasia. Desde su retirada Turíshcheva ha continuado de una u otra forma vinculada a la gimnasia, ya sea como entrenadora, como jueza o como representante de la federación ucraniana. Una de sus "protegidas" fue la campeona olímpica en Atlanta '96 Lilia Podkopáyeva, quien además logró igual que 24 años atrás lo hizo la propia Turíshcheva, la "triple corona": la medalla de oro en el concurso individual -all around- en JJ. OO., Campeonatos de Europa y Campeonato del Mundo.
Liudmila Turíshcheva siempre destacó por un gran serenidad a la hora de afrontar las competiciones. Además era muy completa y siempre intentaba ganar en todos los aparatos. También destacaba por su comportamiento muy deportivo y respetuoso con sus rivales, como en los Juegos de Montreal cuando caminó alrededor del podio para saludar a la campeona Nadia Comaneci antes de recoger su propia medalla.
En 1998, fue incluida en el Salón de la Fama de la Gimnasia Internacional.

## Medallas conseguidas
- Juegos Olímpicos de México 1968 - Primera por equipos
- Campeonatos de Europa de Landskrona 1969 - Tercera individual, tercera en suelo, tercera en barras asimétricas
- Campeonatos del Mundo de Liubliana 1970 - Primera por equipos, primera individual, primera en suelo, segunda en paralelas asimétricas, tercera en salto
- Campeonatos de Europa de Minsk 1971 - Primera en la prueba individual, primera en suelo, primera en salto, segunda en barras asimétricas, segunda en barra de equilibrios
- Juegos Olímpicos de Múnich 1972 - Primera por equipos, primera en individual, segunda en suelo, tercera en salto
- Campeonatos de Europa de Londres 1973 - Primera individual, primera en suelo, primera en barras asimétricas, primera en barra de equilibrios, primera en salto
- Campeonatos del Mundo de Varna 1974 - Primera por equipos, primera individual, primera en suelo, primera en barra de equilibrios, segunda en salto, tercera en barras asimétricas
- Campeonatos de Europa de Skien 1975 - Tercera en suelo
- Juegos Olímpicos de Montreal 1976 - Primera por equipos, tercera individual, segunda en suelo, segunda en salto